# Bière de table

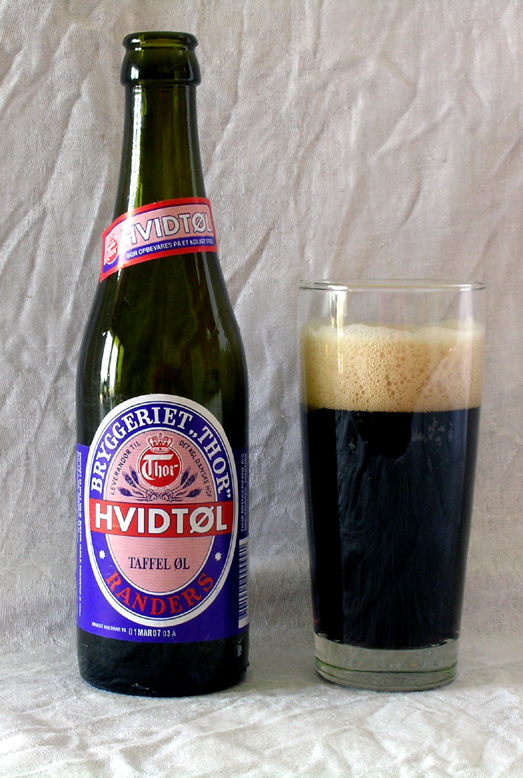
Bière de table danoise.

La bière de table désigne à la fois un type de bière et une classe de taxe sur les alcools appelée aussi « bock » (3° à 3,9° régie en France). Il s'agit d'une bière légère blonde, noire ou brune, de moyenne qualité (similaire à un vin de table), avec un taux d'alcool réduit, compris entre 1,5 et 3,9 % en volume selon les pays. Elle est coupée avec de l'eau ou du malt et adoucie avec de l'édulcorant de blé, ce qui la rend moins riche en calories et plus digeste.

## Définition
En Belgique, l'appellation « bière de table » est réservée aux bières ayant une densité primitive comprise entre 1 et 4° Plato.

## Consommation
Cette bière est très prisée en Belgique, aux Pays-Bas et au Danemark, où bon nombre de consommateurs spécifiques (conducteurs, femmes enceintes, personnes fragiles, voire mineurs) sont encouragés à la boire. Elle a été reconnue de vertu publique en Belgique et certaines mères allaitant y avaient droit dans certains hôpitaux, pour leur permettre une montée de lait suffisante ; de même, jusqu'aux années 1950, il existait des bières pour nourrices.[réf. nécessaire] Ces bières, notamment de la marque Piedbœuf, étaient aussi servies aux réfectoires des écoles belges jusque dans les années 1980.

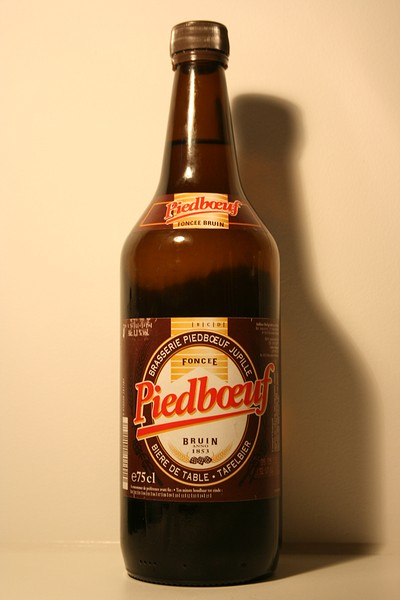
Bouteille de bière de table Piedbœuf foncée.

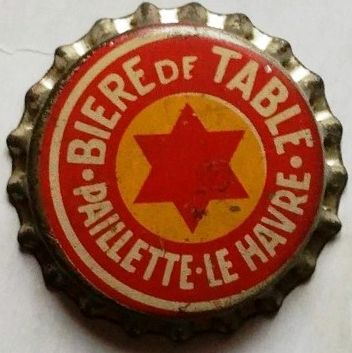
Capsule portant la mention « Bière de table ».

En France, où les enfants emportaient traditionnellement à l'école un demi-litre de vin, ou de cidre, ou de bière, selon les régions, l'alcool, est interdit pour les élèves de moins de 14 ans depuis 1956 et dans les lycées depuis 1981.
Il semble que la production de cette bière soit due à l'existence d'eau de mauvaise qualité, impropre à la consommation, si bien que les habitants de nombreuses régions d'Europe avaient pris l'habitude de boire de la bière à table, et tout au long de la journée, privilégiant pour cet usage de la bière de table, faible en alcool.[réf. nécessaire]

## Marché
Le marché de la bière de table est en forte décroissance en Belgique au début des années 2000 et la bière de table qui n'est plus servie aux enfants est principalement consommée dans des préparations culinaires. On ne la trouve dans aucun débit de boissons (bistrots, bars, etc.) et elle est souvent vendue en supermarché en grands contenants, d'un à 2,5 litres.